# CONADEIP FBA 2018
La temporada 2018 de la Conferencia Premier organizada por CONADEIP, es la novena temporada de dicha competición. En el torneo compiten 11 equipos divididos en dos grupos. Este año no hubo Tazón de Campeones contra el ganador de la Organización Nacional Estudiantil de Fútbol Americano (ONEFA), ni tampoco se efectuaron partidos interligas durante la temporada regular.

## Equipos participantes
| Equipo               | Institución                           | Estadio                                 | Ciudad                                 | Head coach               |
| Grupo Independencia  | Grupo Independencia                   | Grupo Independencia                     | Grupo Independencia                    | Grupo Independencia      |
| -------------------- | ------------------------------------- | --------------------------------------- | -------------------------------------- | ------------------------ |
| Aztecas UDLAP        | Universidad de las Américas de Puebla | Templo del Dolor                        | Cholula, Puebla                        | Eric Fisher              |
| Borregos México      | ITESM Campus Estado de México         | Corral de Plástico                      | Atizapán de Zaragoza, Estado de México | Simón Hernández          |
| Borregos Guadalajara | ITESM Campus Guadalajara              | La Fortaleza Azul                       | Zapopan, Jalisco                       | Ernesto Alfaro           |
| Borregos Salvajes    | ITESM Campus Monterrey                | Centro Deportivo Tecnológico Escamilla  | Monterrey, Nuevo León                  | Carlos Altamirano        |
| Borregos Puebla      | ITESM Campus Puebla                   | Cráter Azul                             | Puebla de Zaragoza, Puebla             | Hugo Lira                |
| Borregos Toluca      | ITESM Campus Toluca                   | Estadio La Congeladora                  | Toluca, Estado de México               | Horacio García Aponte    |
| Grupo Libertad       |                                       |                                         |                                        |                          |
| Borregos Querétaro   | ITESM Campus Querétaro                | Estadio Borregos                        | Santiago de Querétaro, Querétaro       | Héctor Javier del Águila |
| Cimarrones           | UABC Campus Tijuana                   | UABC Tijuana                            | Tijuana, Baja California               | Ricardo Licona           |
| Potros               | Instituto Tecnológico de Sonora       | Campo Hundido                           | Ciudad Obregón, Sonora                 | Enrique Martínez         |
| Zorros               | CETYS Campus Mexicali                 | CETYS Mexicali                          | Mexicali, Baja California              | Juan Ángel Medina        |
| Zorros               | CETYS Campus Tijuana                  | Estadio Margarita Astiazarán de Fimbres | Tijuana, Baja California               | Ernesto Campa            |

## Acontecimientos Relevantes
- Los Coyotes UTH no participaron en la temporada.
- En febrero del 2018 la ONEFA decidió cancelar por tiempo indefinido los enfrentamientos contra la CONADEIP, incluyendo el Tazón de Campeones, alegando que los trámites se llevaron a cabo fuera de tiempo.[3]

## Temporada regular

### Calendario y resultados
| Semana 1           | Semana 1 | Semana 1             | Semana 1                               | Semana 1 | Semana 1 | Semana 1    | Semana 1 |
| Local              | Res.     | Visitante            | Estadio                                | Fecha    | Hora     | Transmisión |          |
| ------------------ | -------- | -------------------- | -------------------------------------- | -------- | -------- | ----------- | -------- |
| Cimarrones UABC    | 14-19    | Borregos Querétaro   | UABC Tijuana                           | 7-sep    | 21:00    | LFA         |          |
| Aztecas UDLAP      | 10-14    | Borregos Toluca      | Templo del Dolor                       | 8-sep    | 13:00    | TVUDLAP     |          |
| Borregos México    | 25-20    | Borregos Guadalajara | Corral de Plástico                     | 8-sep    | 13:00    | LFA         |          |
| Borregos Monterrey | 27-0     | Borregos Puebla      | Centro Deportivo Tecnológico Escamilla | 8-sep    | 15:00    |             |          |

| Semana 2             | Semana 2 | Semana 2             | Semana 2                               | Semana 2 | Semana 2 | Semana 2    | Semana 2 |
| Local                | Res.     | Visitante            | Estadio                                | Fecha    | Hora     | Transmisión |          |
| -------------------- | -------- | -------------------- | -------------------------------------- | -------- | -------- | ----------- | -------- |
| Borregos Guadalajara | 35-21    | Potros               | La Fortaleza Azul                      | 15-sep   | 21:00    |             |          |
| Borregos Puebla      | 48-6     | Zorros Mexicali      | Cráter Azul                            | 15-sep   | 13:00    | TVUDLAP     |          |
| Borregos México      | 25-20    | Borregos Guadalajara | Corral de Plástico                     | 15-sep   | 13:00    | LFA         |          |
| Borregos Monterrey   | 27-0     | Borregos Puebla      | Centro Deportivo Tecnológico Escamilla | 8-sep    | 15:00    |             |          |

| Semana 3           | Semana 3 | Semana 3             | Semana 3                               | Semana 3 | Semana 3 | Semana 3    | Semana 3 |
| Local              | Res.     | Visitante            | Estadio                                | Fecha    | Hora     | Transmisión |          |
| ------------------ | -------- | -------------------- | -------------------------------------- | -------- | -------- | ----------- | -------- |
| Cimarrones UABC    | 14-19    | Borregos Querétaro   | UABC Tijuana                           | 7-sep    | 21:00    | LFA         |          |
| Aztecas UDLAP      | 10-14    | Borregos Toluca      | Templo del Dolor                       | 8-sep    | 13:00    | TVUDLAP     |          |
| Borregos México    | 25-20    | Borregos Guadalajara | Corral de Plástico                     | 8-sep    | 13:00    | LFA         |          |
| Borregos Monterrey | 27-0     | Borregos Puebla      | Centro Deportivo Tecnológico Escamilla | 8-sep    | 15:00    |             |          |

| Semana 4           | Semana 4 | Semana 4             | Semana 4                               | Semana 4 | Semana 4 | Semana 4    | Semana 4 |
| Local              | Res.     | Visitante            | Estadio                                | Fecha    | Hora     | Transmisión |          |
| ------------------ | -------- | -------------------- | -------------------------------------- | -------- | -------- | ----------- | -------- |
| Cimarrones UABC    | 14-19    | Borregos Querétaro   | UABC Tijuana                           | 7-sep    | 21:00    | LFA         |          |
| Aztecas UDLAP      | 10-14    | Borregos Toluca      | Templo del Dolor                       | 8-sep    | 13:00    | TVUDLAP     |          |
| Borregos México    | 25-20    | Borregos Guadalajara | Corral de Plástico                     | 8-sep    | 13:00    | LFA         |          |
| Borregos Monterrey | 27-0     | Borregos Puebla      | Centro Deportivo Tecnológico Escamilla | 8-sep    | 15:00    |             |          |

| Semana 5           | Semana 5 | Semana 5             | Semana 5                               | Semana 5 | Semana 5 | Semana 5    | Semana 5 |
| Local              | Res.     | Visitante            | Estadio                                | Fecha    | Hora     | Transmisión |          |
| ------------------ | -------- | -------------------- | -------------------------------------- | -------- | -------- | ----------- | -------- |
| Cimarrones UABC    | 14-19    | Borregos Querétaro   | UABC Tijuana                           | 7-sep    | 21:00    | LFA         |          |
| Aztecas UDLAP      | 10-14    | Borregos Toluca      | Templo del Dolor                       | 8-sep    | 13:00    | TVUDLAP     |          |
| Borregos México    | 25-20    | Borregos Guadalajara | Corral de Plástico                     | 8-sep    | 13:00    | LFA         |          |
| Borregos Monterrey | 27-0     | Borregos Puebla      | Centro Deportivo Tecnológico Escamilla | 8-sep    | 15:00    |             |          |

| Semana 6           | Semana 6 | Semana 6             | Semana 6                               | Semana 6 | Semana 6 | Semana 6    | Semana 6 |
| Local              | Res.     | Visitante            | Estadio                                | Fecha    | Hora     | Transmisión |          |
| ------------------ | -------- | -------------------- | -------------------------------------- | -------- | -------- | ----------- | -------- |
| Cimarrones UABC    | 14-19    | Borregos Querétaro   | UABC Tijuana                           | 7-sep    | 21:00    | LFA         |          |
| Aztecas UDLAP      | 10-14    | Borregos Toluca      | Templo del Dolor                       | 8-sep    | 13:00    | TVUDLAP     |          |
| Borregos México    | 25-20    | Borregos Guadalajara | Corral de Plástico                     | 8-sep    | 13:00    | LFA         |          |
| Borregos Monterrey | 27-0     | Borregos Puebla      | Centro Deportivo Tecnológico Escamilla | 8-sep    | 15:00    |             |          |

| Semana 7           | Semana 7 | Semana 7             | Semana 7                               | Semana 7 | Semana 7 | Semana 7    | Semana 7 |
| Local              | Res.     | Visitante            | Estadio                                | Fecha    | Hora     | Transmisión |          |
| ------------------ | -------- | -------------------- | -------------------------------------- | -------- | -------- | ----------- | -------- |
| Cimarrones UABC    | 14-19    | Borregos Querétaro   | UABC Tijuana                           | 7-sep    | 21:00    | LFA         |          |
| Aztecas UDLAP      | 10-14    | Borregos Toluca      | Templo del Dolor                       | 8-sep    | 13:00    | TVUDLAP     |          |
| Borregos México    | 25-20    | Borregos Guadalajara | Corral de Plástico                     | 8-sep    | 13:00    | LFA         |          |
| Borregos Monterrey | 27-0     | Borregos Puebla      | Centro Deportivo Tecnológico Escamilla | 8-sep    | 15:00    |             |          |

| Semana 8           | Semana 8 | Semana 8             | Semana 8                               | Semana 8 | Semana 8 | Semana 8    | Semana 8 |
| Local              | Res.     | Visitante            | Estadio                                | Fecha    | Hora     | Transmisión |          |
| ------------------ | -------- | -------------------- | -------------------------------------- | -------- | -------- | ----------- | -------- |
| Cimarrones UABC    | 14-19    | Borregos Querétaro   | UABC Tijuana                           | 7-sep    | 21:00    | LFA         |          |
| Aztecas UDLAP      | 10-14    | Borregos Toluca      | Templo del Dolor                       | 8-sep    | 13:00    | TVUDLAP     |          |
| Borregos México    | 25-20    | Borregos Guadalajara | Corral de Plástico                     | 8-sep    | 13:00    | LFA         |          |
| Borregos Monterrey | 27-0     | Borregos Puebla      | Centro Deportivo Tecnológico Escamilla | 8-sep    | 15:00    |             |          |

## Standings
- Fecha de actualización: semana 10

     Clasificado a Postemporada
(n) Ranking final

## Postemporada

### Grupo Independencia
|  | Semifinales                                         | Semifinales       |    |  | Final                                               | Final |  |
|  |                                                     |                   |    |  |                                                     |       |  |
|  | 17/nov 13:00 Templo del Dolor                       |                   |    |  |                                                     |       |  |
|  | Borregos Toluca                                     | 24                |    |  |                                                     |       |  |
|  | Aztecas UDLAP                                       | 21                |    |  |                                                     |       |  |
|  |                                                     |                   |    |  |                                                     |       |  |
|  |                                                     |                   |    |  | 24/nov 19:00 Centro Deportivo Tecnológico Escamilla |       |  |
|  |                                                     |                   |    |  | Borregos Toluca                                     | 28    |  |
|  |                                                     | Borregos Salvajes | 21 |  |                                                     |       |  |
|  |                                                     |                   |    |  |                                                     |       |  |
|  |                                                     |                   |    |  |                                                     |       |  |
|  |                                                     |                   |    |  |                                                     |       |  |
|  | 17/nov 15:00 Centro Deportivo Tecnológico Escamilla |                   |    |  |                                                     |       |  |
|  | Borregos México                                     | 20                |    |  |                                                     |       |  |
|  | Borregos Salvajes                                   | 23                |    |  |                                                     |       |  |

| Casco           |        |               |
| Brazo izquierdo | Cuerpo | Brazo derecho |
| Pantalones      |        |               |
| Medias          |        |               |
| TOL             |        |               |

| 24 de noviembre de 2018, 15:00 Centro Deportivo Tecnológico Escamilla TV:                                                               |    |    |    |    |
| \| Equipo \| 1C \| 2C \| 3C \| 4C \| \| ------ \| -- \| -- \| -- \| -- \| \| TOL \| 0 \| 0 \| 14 \| 14 \| \| MTY \| 7 \| 7 \| 0 \| 7 \| |    |    |    |    |
| Equipo | 1C | 2C | 3C | 4C |
| TOL | 0  | 0  | 14 | 14 |
| MTY | 7  | 7  | 0  | 7  |

| Equipo | 1C | 2C | 3C | 4C |
| ------ | -- | -- | -- | -- |
| TOL    | 0  | 0  | 14 | 14 |
| MTY    | 7  | 7  | 0  | 7  |

| Casco           |        |               |
| Brazo izquierdo | Cuerpo | Brazo derecho |
| Pantalones      |        |               |
| Medias          |        |               |
| MTY             |        |               |

### Grupo Libertad
|  | Semifinales                             | Semifinales        |    |  | Final                            | Final |  |
|  |                                         |                    |    |  |                                  |       |  |
|  | 23/Nov 21:00 Estadio Zorros de Mexicali |                    |    |  |                                  |       |  |
|  | Cimarrones                              | 13                 |    |  |                                  |       |  |
|  | Zorros CETYS Mexicali                   | 33                 |    |  |                                  |       |  |
|  |                                         |                    |    |  |                                  |       |  |
|  |                                         |                    |    |  | 1/Dic 16:00 Estadio Borregos QRO |       |  |
|  |                                         |                    |    |  | Zorros CETYS Mexicali            | 50    |  |
|  |                                         | Borregos Querétaro | 23 |  |                                  |       |  |
|  |                                         |                    |    |  |                                  |       |  |
|  |                                         |                    |    |  |                                  |       |  |
|  |                                         |                    |    |  |                                  |       |  |
|  | 24/Nov 16:00 Estadio Borregos QRO       |                    |    |  |                                  |       |  |
|  | Potros                                  | 10                 |    |  |                                  |       |  |
|  | Borregos Queretaro                      | 14                 |    |  |                                  |       |  |

| Casco           |        |               |
| Brazo izquierdo | Cuerpo | Brazo derecho |
| Pantalones      |        |               |
| Medias          |        |               |
| CETYS           |        |               |

| 1 de diciembre de 2018, 16:00 Estadio Borregos QRO TV: |    |    |    |    |
| \| Equipo \| 1C \| 2C \| 3C \| 4C \| \| ------------ \| -- \| -- \| -- \| -- \| \| Zorros CETYS \| 22 \| 7 \| 14 \| 7 \| \| Borregos QRO \| 14 \| 3 \| 0 \| 6 \| |    |    |    |    |
| Equipo | 1C | 2C | 3C | 4C |
| Zorros CETYS | 22 | 7  | 14 | 7  |
| Borregos QRO | 14 | 3  | 0  | 6  |

| Equipo       | 1C | 2C | 3C | 4C |
| ------------ | -- | -- | -- | -- |
| Zorros CETYS | 22 | 7  | 14 | 7  |
| Borregos QRO | 14 | 3  | 0  | 6  |

| Casco           |        |               |
| Brazo izquierdo | Cuerpo | Brazo derecho |
| Pantalones      |        |               |
| Medias          |        |               |
| QRO             |        |               |